# Primeira Liga
Primeira Liga (portugisiskt uttal: ˈliɣɐ), med det nuvarande namnet Liga Portugal Bwin efter huvudsponsorn, är den högsta fotbollsligan för herrar i Portugal.
Kallas även Campeonato Português de Futebol (sv. Portugisiska mästerskapet i fotboll).
Ligan grundades år 1934. Arton lag deltar i ligan och alla lag möter varandra 2 gånger, hemma och borta, i sammanlagt 34 matcher. Endast fem av dem har kommit på första plats. De tre största klubbarna i Portugal efter antal titlar är Benfica, Porto och Sporting Lissabon, som tillsammans vunnit 73 titlar. De andra två titelvinnarna, Belenenses och Boavista, har vunnit en gång var.

## Klubbar säsongen 2022/2023
| Lag                  | Ort                    | Stadium                            | Kapacitet |
| -------------------- | ---------------------- | ---------------------------------- | --------- |
| Arouca               | Arouca                 | Estádio Municipal de Arouca        | 5 000     |
| Benfica              | Lissabon               | Estádio da Luz                     | 65 200    |
| Boavista             | Porto                  | Estádio do Bessa                   | 28 263    |
| Braga                | Braga                  | Estádio Municipal de Braga         | 30 286    |
| Casa Pia             | Lissabon               | Estádio Pina Manique               | 5 000     |
| Famalicão            | Vila Nova de Famalicão | Estádio Municipal 22 de Junho      | 5 186     |
| Gil Vicente          | Barcelos               | Estádio Cidade de Barcelos         | 12 504    |
| Marítimo             | Funchal                | Estádio do Marítimo                | 10 932    |
| Desportivo de Chaves | Chaves                 | Estádio Municipal de Chaves        | 8 400     |
| Paços de Ferreira    | Paços de Ferreira      | Estádio da Mata Real               | 9 077     |
| Portimonense         | Portimão               | Estádio Municipal de Portimão      | 9 544     |
| Porto                | Porto                  | Estádio do Dragão                  | 50 434    |
| Rio Ave              | Vila do Conde          | Estádio dos Arcos                  | 12 815    |
| Santa Clara          | Ponta Delgada          | Estádio de São Miguel              | 13 277    |
| Sporting Lissabon    | Lissabon               | Estádio José Alvalade              | 50 095    |
| Estoril Praia        | Estoril                | Estádio António Coimbra da Mota    | 8 000     |
| Vitória de Guimarães | Guimarães              | Estádio Dom Afonso Henriques       | 30 165    |
| Vizela               | Vizela                 | Estádio do Futebol Clube de Vizela | 6 000     |

## Portugisiska mästare
Följande tabell visar antal gånger respektive lag har blivit portugisiska mästare i fotboll.
| Titlar | Klubb             |
| ------ | ----------------- |
| 38     | Benfica           |
| 30     | Porto             |
| 21     | Sporting Lissabon |
| 1      | Belenenses        |
| 1      | Boavista          |